# 中国人民解放军空军航空医学研究所
中国人民解放军空军航空医学研究所，位于北京市，隶属中国人民解放军空军后勤部。

## 简介
1954年8月30日，中国人民解放军空军航空医学研究所成立。当时该所是在苏联专家的建议下成立的。1994年，在空军航空医学研究所建所40周年时，中央军委副主席刘华清、中华人民共和国国防部部长迟浩田、中华人民共和国国家科学技术委员会主任宋健、中华人民共和国卫生部部长陈敏章、中国人民解放军总后勤部副部长刘明璞等领导分别为该所题词。
2009年7月，都江堰、杭州、大连、青岛、临潼五所疗养院统一由各大军区联勤部转隶各大军区空军后勤部，成立5个航空医学鉴定训练中心，构建为“空军总医院、空军航空医学研究所——区域性航空医学鉴定训练中心——航空兵部队卫生机构”三级航空医学鉴定训练体系。
2013年9月22日，空军航空医学研究所、北京大学工学院共同成立中华人民共和国第一个健康系统工程研究所。
2018年9月，原空军航空医学研究所及其载人离心机医学训练基地、原空军总医院以及原空军疾病预防控制中心合并组建中国人民解放军空军特色医学中心。

## 附属医院

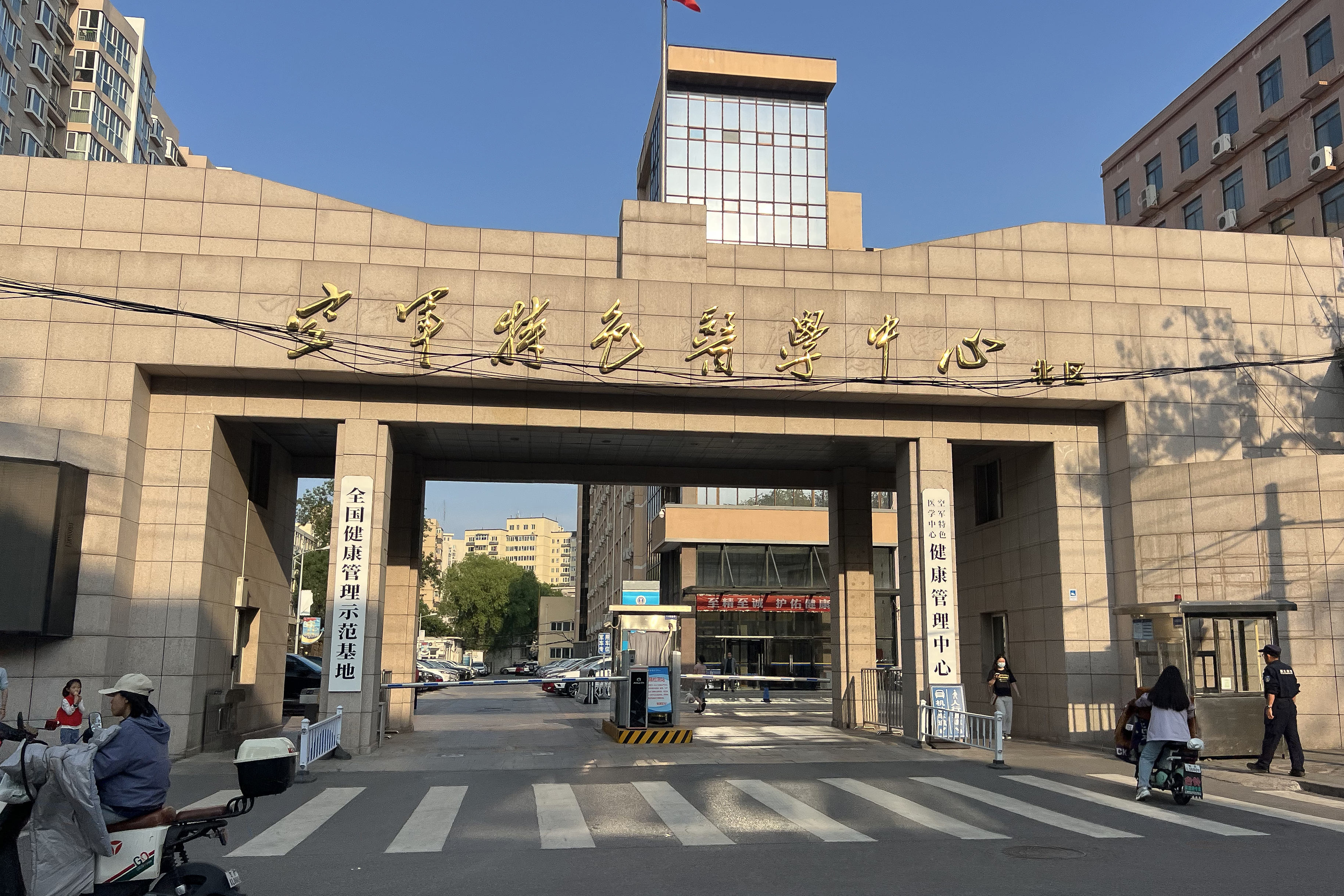
原466医院现为空军特色医学中心北区

中国人民解放军空军航空医学研究所附属医院的前身是“华北军区空军医院”，于1951年3月8日由步兵九十五师、二〇五师、二〇六师医务人员组成。最初院址在北京市德胜门内大街蒋养房胡同。1952年更名为“第二十六空军医院”。1953年，该医院迁至今北京市海淀区昌运宫15号。1954年更名为“中国人民解放军第四六六医院”。1956年，国防部第五研究院成立时曾借址466医院。
1959年更名为“中国人民解放军空军北京医院”。1993年复名“中国人民解放军第四六六医院”。2006年1月正式更名为“中国人民解放军空军航空医学研究所附属医院”，2018年9月改为空军特色医学中心北院区。该医院是三级甲等综合性医院。